# Людовиче, Жуан Фредерико
Жуан Фредерико Людовиче (порт. João Frederico Ludovice, 19 марта 1673 — 18 января 1752), или Иоганн Фридрих Людвиг (нем. Johann Friedrich Ludvig) — португальский архитектор эпохи барокко, немец по происхождению, автор проекта и руководитель строительства громадного Мафрского дворца короля Жуана V.
Родился в городе Галле, недалеко от города Лейпциг. Имел талант к рисованию и ремесла ювелира. Типичный представитель «интернационального барокко»: архитекторы данного направления часто родились в одной стране, образование получили в другой, а главные произведения создали далеко за пределами своей родины.
На способного немца обратили внимание иезуиты, и он при поддержке мощного католического ордена овладел навыками ювелира и архитектора в Италии. Работал по заказам иезуитов в Риме в мастерской Андреа дель Поццо.
При поддержке того же монашеского ордена иезуитов получил заказ на работу в Лиссабоне от короля Жуана V, хотя не имел большой архитектурной практики и не построил в Риме ни одного здания.
Над созданием огромного дворца работал не один, а с привлечением множества архитекторов (Карлос Батиста Гарбо, Куштодиу Виейра, Мануэл да Майя и т.д.), включая собственного сына Антонио. Строительство продолжалось 13 лет и в основном завершилось к 1730 году. Достройка и создание интерьеров продолжались до 1755 года, когда умерли и венценосный заказчик, и сам архитектор.
Также участвовал в проектировании лиссабонского Акведука свободных вод.